# Колвін-Бей
Ко́лвін-Бей (англ. Colwyn Bay, валл. Bae Colwyn) — місто на півночі Уельсу, в області Конві.
Населення міста становить 30 269 осіб (2001).

## Персоналії
- Тімоті Далтон (*1946) — англійський актор театру і кіно.